# Saint Seiya
Pour les articles homonymes, voir CDZ.
Autre
Saint Seiya (聖闘士星矢, Seinto Seiya), également appelé Les Chevaliers du Zodiaque en français, est un manga de Masami Kurumada. Il est prépublié entre le 3 décembre 1985 et le 12 décembre 1990 dans le magazine Weekly Shōnen Jump de l'éditeur Shūeisha, puis compilé en 28 tomes. La version française est publiée par Kana. Une édition Deluxe de 22 tomes a également vu le jour entre décembre 2005 et octobre 2006 au Japon, édition publiée en version française depuis février 2011. Le manga a été vendu à plus de 50 millions d'exemplaires dans le monde.
Masami Kurumada y crée un univers de fantasy original inspiré de diverses mythologies : grecque, scandinave, bouddhiste, japonaise, hébraïque, chrétienne, etc. Le costume des chevaliers est inspiré de celui des samouraï du Japon médiéval, mais leurs attaques rappellent les super-héros des comics. C'est ce mélange de références culturelles qui fera le succès du manga.
Les chapitres Sanctuaire (volumes 1 à 13 du manga) et Poséidon (volumes 14 à 18 du manga) ont fait l'objet d'une adaptation sous la forme d'une série télévisée d'animation de 114 épisodes par la Tōei animation, diffusée au Japon sur TV Asahi entre 1986 et 1989. Dans le cadre de cette diffusion, un chapitre additionnel, Asgard, a été inséré entre les chapitres du Sanctuaire et de Poséidon.
 La première partie du chapitre Hadès (volumes 19 à 22 du manga) a fait l’objet d’une adaptation en OVA diffusée au Japon du 9 novembre 2002 au 12 avril 2003. La deuxième partie du chapitre Hadès a été diffusée en deux volets jusqu’en 2007 et la dernière partie de ce chapitre fut diffusée en mars 2008. L'anime a été diffusé en France par l’intermédiaire de AB Distribution sous le titre Les Chevaliers du Zodiaque. Il fut l'un des programmes phares de l'émission jeunesse Club Dorothée sur TF1 entre 1988 et 1997.
Six films d'animation ont aussi été réalisés. Plusieurs œuvres dérivées du manga original ont été publiées, notamment Saint Seiya, épisode G, Saint Seiya: Next Dimension, Saint Seiya: The Lost Canvas et sa série dérivée Saint Seiya: The Lost Canvas Chronicles, ainsi que Saint Seiya: Saintia Shō. Une série d'animation intitulée Saint Seiya Omega, produite par Toei Animation, a été diffusée au Japon entre le 1er avril 2012 et le 30 mars 2014 sur TV Asahi.

## Introduction
Dans la mythologie grecque, depuis la nuit des temps, lorsque les forces du Mal s’éveillent, des « Chevaliers Sacrés » (Saints) vêtus de leurs armures (Cloth) font leur apparition pour protéger la Terre. On les appelle les Chevaliers d’Athéna (Atena no seinto).
Lors de l’un de ses voyages en Grèce, Mitsumasa Kido fait la connaissance d’un garçon agonisant, Aiolos, Chevalier d’Or du Sagittaire. Celui-ci confie à Mitsumasa Kido l’armure d’Or du Sagittaire et Saori, un bébé. Aiolos présente la petite fille comme étant la réincarnation de la déesse Athéna. Il lui demande de trouver et d'entraîner des jeunes garçons courageux afin de protéger l’enfant, et le futur chevalier d'or du Sagittaire. Treize ans après, alors que Mitsumasa Kido a envoyé 100 enfants aux quatre coins du monde pour devenir chevaliers, seuls dix d'entre eux reviennent : Jabu de la Licorne, Ichi de l'Hydre Femelle, Nachi du Loup, Ban du Petit Lion, Geki de la Grande Ourse, Hyôga du Cygne, le mystérieux Ikki du Phénix, Shiryû du Dragon, Shun d'Andromède et Seiya de Pégase. Ce dernier, bien déterminé à sauver Saori Kido/Athéna.
Athéna commande 88 chevaliers, chacun associé aux 88 constellations, et regroupés en trois castes : Bronze, Argent et Or (constellations zodiacales). Il existe une caste secrète de Chevaliers noirs qui combattent ceux d’Athéna, usurpent leurs pouvoirs et possèdent les mêmes armures, leur seule différence avec les armures originelles étant leur couleur noire et leur moindre résistance.
Les autres dieux entrant en guerre ont eux aussi leur armée : les Marinas de Poséidon, les Spectres d'Hadès, les Guerriers d’Odin (dans la série d’animation uniquement), les Anges d'Artémis / Protecteurs de l'Olympe…

## Personnages principaux

### Non-chevaliers
Les personnages suivants, bien qu'essentiels, ne sont pas des Chevaliers du Zodiaque :
- Saori Kido : réincarnation d’Athéna. Alors que Saga, sous les traits du Grand Pope, tente d’assassiner Saori bébé, Aiolos la sauve en y laissant la vie. Il parvient à franchir l’enceinte du Sanctuaire et confie la vie d’Athéna à un touriste japonais, le richissime Mitsumasa Kido. Saori est une jeune femme douce et généreuse. Elle veille sur tout. Elle possède une armure dorée, utilisée pendant la guerre contre Hadès, au début de la bataille contre Mars (lorsque la météorite mit fin au combat de Mars et Seiya) ainsi que l'affrontement contre sa sœur, Pallas.
- Mitsumasa Kido : le « grand-père » de Saori, c’est à lui que le Chevalier d'Or du Sagittaire confia Saori Athéna bébé pour qu’il puisse la mener jusqu’à sa destinée et lui créer une garde de Chevaliers protecteurs : Seiya et ses amis. Il est aussi le père de tous les orphelins recueillis par la fondation Kido, donc de Seiya, Shun, Ikki, Shiryû, Hyôga, Ban, Jabu, Nachi, Ichi et Geki.

### Chevaliers

#### Chevaliers de Bronze
Les héros de Saint Seiya sont cinq chevaliers de Bronze (青銅聖闘士 Bronze Saints) :
- Seiya de Pégase ;
- Shiryu du Dragon ;
- Hyôga du Cygne ;
- Shun d’Andromède ;
- Ikki du Phénix.

Ils ont la particularité de réussir à remporter des combats contre des adversaires bien plus forts qu'eux : Chevaliers d'Argent, Marinas, Spectres, et même quatre chevaliers d'or (Deathmask, Camus, Shura, Aphrodite) et trois dieux (Poséïdon, Hypnos, Thanatos). Ils doivent ces miracles à l'intervention du cosmos de la déesse Athéna qui les a choisis comme première ligne.
Les autres, appelés « Chevaliers de Bronze secondaires » (Jabu de la Licorne, Ichi de l'Hydre Femelle, Ban du Petit Lion, Geki de la Grande Ourse, Nachi du Loup, etc.), interviennent rarement dans l’intrigue, passé le tournoi introductif, lequel établit d'emblée une hiérarchie tacite, ils restent à l'arrière et servent de gardes du corps.
Un troisième groupe de chevaliers de bronze vivait sur l'île d'Andromède avant sa destruction par Aphrodite des Poissons (Milo du Scorpion dans la série animée). Parmi les survivants figure June du Caméléon, camarade d'entraînement de Shun.
Sur les cent enfants qui ont été envoyés dans les camps d’entraînement des Chevaliers de Bronze, seuls dix reviendront avec une armure. Parmi ceux-ci, Seiya, qui a conclu un marché avec Mitsumasa Kido : il ramènerait l’armure de Pégase et Mitsumasa Kido lui dirait où se trouve sa grande sœur Seika. Malheureusement, entretemps Mitsumasa Kido a succombé à une maladie. Seiya est donc contraint de participer à un tournoi entre Chevaliers de Bronze, dont l’enjeu est l’armure d’or du Sagittaire, espérant quant à lui retrouver sa sœur grâce à la médiatisation de l'événement.
Au bout de quelques combats, la compétition tourne court avec l'apparition tardive d'Ikki du Phénix, habité par la haine et la soif de vengeance, qui fait une démonstration de sa puissance et s'empare de l'armure d'or. Comme les combats précédents l'ont montré, seuls Seiya, Shiryû, Hyôga et Shun ont une chance de se mesurer à lui, et a fortiori par la suite à des adversaires encore plus terribles : voilà pourquoi les cinq autres Chevaliers de Bronze passent rapidement au second plan dans tout le reste de l’histoire. Par la suite Ikki devient un allié, mais du fait de son caractère, reste généralement solitaire, n'intervenant que tardivement dans les batailles (généralement lorsque son frère Shun est en mauvaise posture) où il joue néanmoins un rôle crucial.
Lors d’une bataille, les Chevaliers de Bronze affrontent en général à tour de rôle leurs ennemis successifs. Pourtant de puissance moindre que leurs adversaires, ils parviennent à remporter la victoire grâce à leur courage et à leur ténacité, aidés parfois par les interventions d’Athéna lorsqu'ils sont en fâcheuse posture.
Dans d’autres chapitres du manga, il est dit que Shion du Bélier (ancien Grand Pope à la naissance de Saori) et son ami Dohko de la Balance étaient également Chevaliers de Bronze avant de devenir Chevaliers d'Or, suggérant que les rangs ne seraient pas figés. Ainsi, Shaka et Aiolia choisissent Shun et Ikki comme successeurs.

#### Chevaliers d'Argent
Les principaux sont Marin, le maître de Seiya (qu’il soupçonne d’être sa sœur disparue), et Shaina, le maître de Cassios, amoureuse de Seiya. Toutes les deux portent un masque car leur statut de femme Chevalier leur interdit de montrer leur visage à un homme afin de dissimuler le fait qu'elles sont des femmes, car, à l'origine, seuls les hommes pouvaient être Chevaliers. Si elles désobéissent à la règle, elles sont contraintes d’aimer l’homme qui a vu leur visage ou bien de le tuer.
Les autres Chevaliers d’Argent sont des personnages secondaires. Beaucoup d’entre eux sont corrompus ou à tout le moins dupés par Saga (usurpateur du Grand Pope) et se retournent contre Saori, ignorant sa nature de réincarnation d'Athéna, notamment le Chevalier de la Flèche, qui tente de la tuer (déclenchant la bataille des 12 maisons du Sanctuaire). Les Chevaliers de Bronze, pourtant plus faibles qu’eux à l'origine, parviendront à les mettre en déroute à force de ténacité. Parmi les chevaliers d’argent, certains ont un rôle plus marquant dans la série. On peut citer Misty, Chevalier du Lézard (le premier à apparaître hormis Marin et Shaina), Astérion, Chevalier des Chiens de Chasse, et Algol, chevalier de Persée (qui force Shiryû à perdre la vue pour parvenir à le vaincre).
Dans les OAV Hadès, ils sont ressuscités par le Dieu des Enfers tout comme les Chevaliers d’Or, mais aisément vaincus par les Chevaliers de Bronze, montrant ainsi l'étendue de leur progression depuis le début de la série.

#### Chevaliers d'Or
| Signes du zodiaque | Avant Lost Canvas      | Lost Canvas          | Sanctuaire       | Oméga             |
| ------------------ | ---------------------- | -------------------- | ---------------- | ----------------- |
| Bélier             | Gate Guard puis Avenir | Shion                | Mû               | Kiki              |
| Taureau            | Francisca              | Rasgado * puis Ténéo | Aldébaran        | Harbinger         |
| Gémeaux            |                        | Aspros / Deuteros    | Saga puis Kanon* | Paradox / Integra |
| Cancer             | Sage                   | Manigoldo            | Masque de Mort   | Shiller           |
| Lion               | Ilias                  | Régulus              | Aiolia           | Mycène            |
| Vierge             |                        | Asmita               | Shaka            | Fudo              |
| Balance            | Itia                   | Dohko                | Dohko            | Genbu puis Shiryû |
| Scorpion           | Zafili                 | Kardia               | Milo             | Sonia             |
| Sagittaire         | Aeras                  | Sisyphe              | Aiolos           | Seiya             |
| Capricorne         |                        | El Cid               | Shura            | Ionia             |
| Verseau            | Crest                  | Dégel                | Camus            | Tokisada          |
| Poissons           | Lugonis                | Albafica             | Aphrodite        | Amor              |

- Aldebaran : c'est son surnom. Il s'appelle Rasgado.
- Kanon : il était avant, un général de Poséidon avant de devenir le nouveau chevalier des Gémeaux après la mort de son frère jumeau Saga.

Les Chevaliers d’Or sont la caste la plus puissante des Chevaliers d’Athéna. Il existe douze armures, chacune liée à une des douze constellations des signes du Zodiaque. Ils protègent le sanctuaire où réside le Grand Pope. la treizième maison étant dissimulée jusqu'alors.
Les chevaliers d'Or des arcs narratifs principaux sont :
- Mû, le chevalier du Bélier ;
- Aldebaran le chevalier du Taureau ;
- Saga, le chevalier des Gémeaux qui tua le Grand Pope, Shion, et usurpa son identité ;
- Deathmask, le chevalier du Cancer ;
- Aiolia, le chevalier du Lion ;
- Shaka, le chevalier de la Vierge ;
- Dohko, le chevalier de la Balance (vieux maître de Shiryu) ;
- Milo, le chevalier du Scorpion ;
- Aiolos, le chevalier du Sagittaire (le frère aîné d’Aiolia) ;
- Shura, le chevalier du Capricorne ;
- Camus, le chevalier du Verseau (maître de Hyôga) ;
- Aphrodite, le chevalier des Poissons ;
- Kanon, second chevalier des gémeaux dans l'arc Hadès ;
- Shion, ancien grand pope, tué par Saga.

Saga et Kanon sont les principaux personnages au centre des intrigues et des conspirations. Habiles, versatiles, fourbes, mégalomanes, tiraillés entre le bien et le mal, ils ont la capacité de duper les dieux. Dans l'arc sanctuaire, Saga usurpe l'identité du Grand Pope pour tendre un piège à Athéna. Dans l'arc Poséidon, Kanon usurpe l'identité du  Général Dragon des Mers pour manipuler Poséidon. Dans l'arc Hadès, Saga prête un faux serment pour infiltrer l'armée des Spectres, tandis que Kanon retourne sa veste pour intégrer les Chevaliers d'Or.
Qu'ils soient vivants ou morts, l'âme des Chevaliers d'Or a le pouvoir de téléporter leurs armures à ceux qu'ils ont choisis comme successeurs: Seiya (Sagittaire), Shiryû (Balance), Hyôga (Verseau), Ikki (Lion), Shun (Vierge).
Dans la suite officielle, Saint Seiya Next Dimension, Masami Kurumada ajoute une treizième armure, l'armure légendaire d'Ophiuchus ou Serpentaire.

## Manga

### Arcs

#### Arc Sanctuaire
Saori organise un tournoi pour obtenir l'armure d'or d'Aiolos, qui tourne mal à cause des manigances du Grand Pope. Il envoie ensuite les Chevaliers d'Argent affronter ceux ralliés à la cause de Saori. Les Bronzes finissent par se rendre au Sanctuaire pour affronter les Chevaliers d'Or.

#### Arc Poséidon / Asgard
Les Chevaliers de Bronze affrontent les Marinas, généraux de Poséidon dans l’espoir de sauver Athéna. Dans l'anime, un court passage du manga se déroulant entre les chapitres Sanctuaire et Poséidon a été développé sous la forme d'une mini-saga, Asgard, qui oppose les Chevaliers de Bronze aux guerriers divins d’Odin, dont la prêtresse Hilda de Polaris est manipulée par Poséidon (dans le manga, ce passage est remplacé par une courte histoire solo de Hyôga à Blue Graad).

#### Arc Hadès
Il est découpé en trois parties. Dans la première, les Chevaliers de Bronze sont à nouveau appelés au Sanctuaire qui a été envahi par les Spectres d'Hadès, avec à leur tête les cinq Chevaliers d'Or décédés pendant la bataille du Sanctuaire et menés par Shion du Bélier, l'ancien Grand Pope. Dans la seconde partie, les Chevaliers de Bronze et Kanon parcourent les enfers pour retrouver Saori, emprisonnée par Hadès. Dans la troisième partie, les Chevaliers de Bronze se rendent à Elysion (les Champs Élysées, domaine des Dieux) pour libérer Saori afin qu'elle puisse tuer Hadès. Seiya, transpercé par l'épée d'Hadès, est gravement blessé au cœur.

### Les éditeurs du manga à travers le monde
- Conrad, sous le titre Os Cavaleiros do Zodíaco[1]
- SIC, sous le titre Os Cavaleiros do Zodíaco
- Star Comics, sous le titre Saint Seiya - I Cavalieri dello zodiaco[2]
- VIZ Media, sous le titre Saint Seiya - Knights of the Zodiac[3]
- Glénat, sous le titre Los Caballeros del Zodiaco
- Vid, sous le titre Los Caballeros del Zodiaco
- Kana, sous le titre Saint Seiya - Les Chevaliers du Zodiaque[4]
- Ivrea, sous le titre Los Caballeros del Zodiaco
- Televen, sous le titre Los Caballeros del Zodiaco
- Caracol TV, sous le titre Los Caballeros del Zodiaco

## Anime

### Série télévisée
L’adaptation en série télévisée d’animation reprend les 18 premiers volumes du manga sous la forme de 114 épisodes, s’achevant sur le chapitre Poséidon. Tant au Japon et dans de nombreux pays dans le monde, la série télévisée Saint Seiya a acquis une immense popularité dans les années 1980. En France, ces épisodes ont été diffusés à la télévision, au Club Dorothée sur TF1 du 6 avril 1988 au milieu des années 1990.
Parce que le studio Toei avait une meilleure productivité que l'auteur du manga, l’adaptation a rapidement rattrapé la publication papier, et il a fallu que les scénaristes du dessin animé inventent des épisodes supplémentaires pour laisser le temps au manga d’avancer. De ce fait, on trouve quelques personnages et épisodes plus ou moins fantaisistes dans le volet de la série précédant la bataille du Sanctuaire (autour des Chevaliers d'Argent). De même, le chapitre Asgard a été créé en totalité par le studio Toei (Asgard s’inspire d'un chapitre du volume 13 du manga intitulé « Natassia enfant du pays des glaces »). Dans le manga, l'histoire passe directement de la bataille du Sanctuaire au chapitre Poséidon. La série fait un détour par les combats d’Asgard, puis raccorde avec la saga Poséidon en prétextant que cette bataille avait été orchestrée par le dieu des mers.
Au début des années 1990, Renaissance-Atlantic Entertainment prévoyait de produire une version animée américaine de la série intitulée Guardians of the Cosmos. Seul un pilote a été réalisé, et l'intro a été révélée à la fin du documentaire de YouTuber Ray Mona sur le sujet intitulé The Secret Stories of Saint Seiya en décembre 2022.
- 1987-1989 : Saint Seiya ou Les Chevaliers du Zodiaque. Cette adaptation constitue la première partie de la série, basée sur les premiers chapitres du manga Saint Seiya (sauf la partie sur Asgard).
- 2002-2008 : Saint Seiya : Chapitre Hadès. Cette adaptation constitue la deuxième partie de la série, basée sur le dernier chapitre, Hadès.

### OAV
Il a fallu attendre 13 ans avant que la dernière partie du manga, le chapitre Hadès, ne soit adaptée en animation. Cette adaptation s’est effectuée en plusieurs parties. La première partie du chapitre Hadès a été réalisée sous la forme d’un OAV de 13 épisodes diffusés entre le 9 novembre 2002 et le 12 avril 2003 à raison d’une diffusion par mois. Ce premier volet couvre la partie consacrée à la bataille des douze maisons (Jûnikyû-hen). La diffusion a été assurée sur la chaine de télévision pay-per-view japonaise Animax. La majeure partie des comédiens ayant participé au doublage de la série d’origine ont repris leur rôle avec l’ajout de quelques nouveaux pour remplacer les personnes décédées depuis.
La deuxième partie de la saga Hadès se déroule dans le monde des ténèbres (Meikai-hen) et est constituée de 2x6 OAV.
La diffusion des 6 premiers épisodes (Meikai-hen "Zenshô") a débuté le 17 décembre 2005 et s’est achevée le 18 février 2006 au rythme de deux épisodes par mois. La même chaine en a assuré la diffusion. Ces épisodes relatent l'arrivée des Chevaliers de Bronze dans les enfers, leur traversée des différents cercles jusqu’à l’apparition de la réincarnation d’Hadès. À partir de ces épisodes, les comédiens doublant les cinq héros ont été remplacés par des personnes plus jeunes, ce qui a causé de vives réactions négatives auprès des fans japonais et occidentaux.
La seconde partie du Meikai-hen, toujours constituée de 6 épisodes est quant à elle sortie sur le câble au Japon en décembre 2006, encore une fois au rythme de deux épisodes par mois.
La dernière partie Elysion, prévue en 6 épisodes, est dans un premier temps annoncée pour décembre 2007 puis décalée à mars 2008 au Japon.
Le prévisionnel de diffusion de ces nouveaux OAV est le suivant :
- OAV 1 et 2, le 7 mars 2008 ;
- OAV 3 et 4, le 2 mai 2008 ;
- OAV 5 et 6, le 1er août 2008.

En France, le premier épisode de l'arc Hadès est diffusé sur la chaine de télévision TNT française NT1 le 17 septembre 2006. Les épisodes initialement diffusés à 11h du matin, ont vu successivement leurs horaires passer à 10h45 puis à 10h30 en novembre 2006. Leur diffusion est sujette à une interdiction pour les moins de 10 ans. Les chansons Pegasus Fantasy et Blue Dream ont été remplacées par une chanson en anglais. En ce qui concerne le doublage, aucun des comédiens d’époque n’a été rappelé.
Le 6 septembre 2007, les deux premiers volumes de l’édition DVD française du Jûnikyû-Hen sont disponibles à la vente. Chaque volume comprend deux OAV, uniquement en version française. Un coffret contenant les 13 premiers épisodes en version originale sous-titrée ainsi que la version française, est sorti en octobre 2008.

### Films
Il existe six films basés sur le thème de ce manga, tous étant des histoires parallèles et ne rentrant donc pas dans la chronologie officielle, mis à part le 5e film (dont l’inclusion à la chronologie est sujette à controverse parmi les auteurs). Ils ont été projetés au cinéma au Japon. Un sixième film retraçant la bataille du sanctuaire est sorti dans les salles japonaises en juin 2014. Tous les films sont basés sur les personnages de la série classique de 1986.
En 2003, le magazine français AnimeLand a publié une interview de Masami Kurumada dans laquelle l'auteur révélait qu'une entreprise d'Hollywood l'avait approché quelques années auparavant avec un pilote de quinze minutes d'un film d'action en direct de Saint Seiya. Le projet a été abandonné car Kurumada ne pensait pas que l'essence de la série avait été préservée. Dans une interview ultérieure publiée en 2005, le journaliste a été autorisé à voir la vidéo et a commenté la façon dont les noms des personnages principaux avaient été changés et a noté que l'un d'eux, Andromeda Shun, avait été changé d'homme à femme,.
En 2017, une collaboration entre Toei Animation et la société de production basée à Hong Kong A Really Good Film Company est annoncée. Lors de la conférence de presse, les plans d'un film en prises de vues réelles sont détaillés et le Polonais Tomasz Bagińskie est confirmé comme réalisateur, pour un tournage prévu à l'été 2019. Le titre est Les Chevaliers du Zodiaque (Knights of the Zodiac). Le 21 septembre 2021, The Hollywood Reporter révèle que le film mettra en vedette Mackenyu dans le rôle de Seiya, Madison Iseman dans le rôle de Sienna, Sean Bean dans le rôle d'Alman Kiddo et Diego Tinoco dans celui d'un homme engagé pour tuer la déesse vulnérable. Famke Janssen, Nick Stahl et Mark Dacascos sont également au casting du film. Le tournage a lieu en Hongrie et en Croatie Le film sortira en 2023.
- 1987 : Éris : La Légende de la pomme d'or (Gekijôban) de Kôzô Morishita (18 juillet 1987)
- 1988 : La Guerre des dieux (Kamigami no Atsuki Tatakai) de Shigeyasu Yamauchi (12 mars 1988)
- 1988 : Les Guerriers d'Abel (Shinku no Shônen Densetsu) de Shigeyasu Yamauchi (23 juillet 1988)
- 1989 : Lucifer : Le Dieu des Enfers (Saishû Seisen no Senshitachi) de Masayuki Akehi (18 mars 1989)
- 2004 : Tenkai-hen Josō: Overture (Chapitre du monde céleste : Ouverture) de Shigeyasu Yamauchi (14 février 2004)
- 2014 : Les Chevaliers du Zodiaque : La Légende du Sanctuaire[14] de Keiichi Sato (ja) (21 juin 2014[14])
- 2023 : Les Chevaliers du Zodiaque (film) de Tomasz Bagiński (en) (28 avril 2023)

### Original net animation
En 2019, une reprise de la saga originelle nommée Saint Seiya : Les Chevaliers du Zodiaque est diffusée directement sur internet via Netflix. L'anime en image de synthèse est produit par Toei Animation sur la requête de Bandai Namco Entertainment. La première saison de 12 épisodes est diffusée le 19 juillet 2019 pour la première partie et le 23 janvier 2020 pour la seconde. La diffusion de la deuxième saison a débuté le 31 juillet 2022 sur la plateforme de streaming Crunchyroll.

## Accueil
Le manga Saint Seiya s'est vendu à plus de 25 millions d'exemplaires au Japon, à la date de 2007, avait plus de 35 millions d'exemplaires en circulation en 2017 et plus de 50 millions d'exemplaires en circulation en 2022.
La série animée dérivée, Saint Seiya (Les Chevaliers du Zodiaque) a remporté le prix Animage Anime Grand Prix en 1987.
En 2001, dans le classement « Top-100 Anime » d'Animage, Saint Seiya figure à la 53e place. En 2006, TV Asahi mène une enquête nationale sur les cent séries télévisées d'animation les plus populaires, Saint Seiya arrivant à la 25e place. Dans le classement du sondage en ligne « Best 100 Anime » de la chaîne NHK célébrant un siècle d'animation japonaise, Saint Seiya est classé à la 123e place.
La série d'animation Saint Seiya a été considérée comme l'un des plus grands phénomènes des années 1980. Elle deviendra l'inspiration pour les futures séries, notamment plusieurs séries Gundam telles que Mobile Suit Gundam Wing, Mobile Fighter G Gundam, Legend of Heavenly Sphere Shurato, Ronin Warriors, Wild Knights Gulkeeva et le travail ultérieur de Kurumada, B't X.
Dans l'ouvrage The Anime Encyclopedia: A Guide to Japanese Animation Since 1917 (2001) de Jonathan Clements et Helen McCarthy, les auteurs font l'éloge de l'intrigue complexe de la série, estimant que les concepteurs d'animation Shingo Araki et Michi Himeno ont travaillé « magiquement », à la fois avec la série animée et les films. Ils ont également loué la grande bande originale et la capacité du réalisateur Shigeyasu Yamauchi à étirer la tension, choisissant les moments parfaits pour arrêter un épisode afin de faire attendre le public pour le suivant. Clements et McCarthy ont cependant trouvé la série troublante en ce que son principal impact émotionnel vient du fait que le public voit « des garçons et des hommes plus âgés combattre des adolescents courageux mais naïfs », et à travers des victoires gagnant plus d'armes. Jason Thompson décrit la série comme étant « une bataille presque pure ».
Le mangaka japonais Tite Kubo, l'auteur de la série Bleach, a désigné Saint Seiya comme l'une de ses plus grandes inspirations pour la conception des différents types d'armes que ses personnages utilisent dans l'histoire, ainsi que dans les scènes de bataille.

## Suppléments officiels

### Saint Seiya: épisode G
Une aventure inédite Saint Seiya, épisode G, relatant le combat des Chevaliers d'Or contre les Titans, est publiée entre décembre 2002 et juin 2013 dans le magazine Champion Red (chez Génération comics en France).
Dessiné par Megumu Okada, cette série revient quelques années en arrière et raconte le combat des Chevaliers d'Or contre Cronos et ses Titans. Le héros de l’Épisode G n’est pas Seiya mais Aiolia, Chevalier d’Or du Lion, qui doit racheter l’honneur de son frère Aiolos accusé de trahison. Dans la mesure où Megumu Okada est laissé entièrement libre du scénario, et où quelques incohérences surviennent notamment au niveau des dates, la jonction avec l’histoire classique est rendue difficile.
À l'occasion des 5 ans de prépublication, un chapitre spécial nommé Saint Seiya, épisode G : Gaiden Aiolos, toujours de Megumu Okada, a vu le jour entre octobre 2007 et janvier 2008. Il s'agit d'un prologue et révèle quelques éléments importants sur le scénario, notamment le lien entre Hypérion et Pontos. Le chapitre a été compilé en un tome nommé Volume 0.
Une deuxième série intitulée Saint Seiya, épisode G : Assassin est publiée entre avril 2014 et août 2019,,. Une troisième série intitulée Saint Seiya, épisode G : Requiem est publiée depuis janvier 2020.

### Saint Seiya: Gigantomachia
Saint Seiya: Gigantomachia est une histoire en deux romans publiée par la Shûeisha dans la collection Jump Books. Ce récit est co-écrit par Masami Kurumada, auteur original de Saint Seiya, et Tatsuya Hamazaki, un auteur qui a à son actif de nombreux romans tirés de mangas tels que "One Piece ou .hack. Les deux romans de Gigantomachia respectivement sortis en août et décembre 2002 s'inscrivent en tant que second projet du revival de Saint Seiya et relatent l'affrontement opposant les Saints d'Athéna aux Géants menés par le dieu Typhon.
Chronologiquement, l'histoire est supposée prendre place entre la bataille contre Poséidon, et celle contre Hadès. Cette histoire se concentre surtout sur les efforts des Bronze Saints et de quelques nouveaux personnages. L'auteur s'appuie sur de nombreux éléments de l'Hypermythe, et le Cosmo Special, livre dont cette genèse est tiré, est cité dans la bibliographie de Gigantomachia.
- Livre 1 : Gigantomachia, le chapitre de Mei (ギガントマキア　盟の章, Gigantomakia Mei no Shô?)
- Livre 2 : Gigantomachia, le chapitre du Sang (ギガントマキア　血の章, Gigantomakia Chi no Shô?)

### Saint Seiya: Next Dimension
Fin avril 2006, l’auteur de la série originelle, Masami Kurumada, a annoncé sur son blog le début de la prépublication d’une nouvelle série nommée Saint Seiya: Next Dimension, pour un début de publication régulière dans le courant de l’été 2006. Mais contre toute attente, Next Dimension s’avère être à la fois la suite et le prequel officiel et canonique du manga Saint Seiya, rendant obsolètes The Lost Canvas et le film Tenkai Hen Josô sorti deux ans plus tôt. Les premières pages du prologue de cette série, reprenant une partie du combat à l’Élysion du tome 28, sont parues en couleur le 27 avril 2006 dans le Weekly Shōnen Champion. La conclusion de ce manga a été prépubliée de juin à juillet 2024, pour une sortie en tome relié (le 16e) annoncée pour le mois de novembre de la même année .
Next Dimension revient sur le combat final entre Athéna et Hadès en 1990 tel qu’il est raconté dans le dernier tome de Saint Seiya. Hadès est surpris par la ténacité de Seiya. Il réalise soudainement que Pégase l’avait déjà mis en échec lors de la précédente Guerre Sainte. Lors d’une passe d’armes, Hadès tente de tuer Athéna avec son épée, mais Seiya s’interpose et se trouve grièvement blessé par cette arme divine. Quelque temps après la bataille finale, Athéna vient rendre visite à Seiya en catatonie dans un fauteuil roulant et s’effondre en larmes. L’arme d’Hadès est toujours plantée dans la poitrine de Seiya et progresse lentement vers son cœur. Seiya est condamné à très court terme. Shun, le seul chevalier de bronze à avoir retrouvé le chemin du Sanctuaire, part avec Athéna en terre d’Olympe en quête d’un moyen de revenir 250 ans plus tôt, lors de la précédente Guerre Sainte. Athéna pense en effet trouver un moyen de détruire l’épée d’Hadès et ainsi de sauver Seiya. Ce manga s’attache également à montrer les faits et gestes de Dohko et de Shion. Alors que dans le passé, Shun, Ikki, Hyôga, Shiryû et Saori (Athéna), sont aux prises avec divers duels contre les Chevaliers d’Or du XVIIIe siècle, dans le présent (XXe siècle) quelque chose de terrible va se passer.

### Saint Seiya: The Lost Canvas
Saint Seiya: The Lost Canvas, troisième complément officiel, dessiné par la mangaka Shiori Teshirogi, est publié entre juillet 2006 et avril 2011. La série conte des événements se déroulant au XVIIIe siècle, soit deux siècles avant l'épopée de Saint Seiya (XXe siècle). L'histoire semble vouloir lever le voile sur le passé d’Hadès durant la Guerre Sainte précédente et plus particulièrement sur la relation amicale qu’entretenait Alone, sa réincarnation de l’époque, avec le Chevalier de Pégase Tenma, prédécesseur de Seiya, et Sasha, réincarnation d'Athéna et sœur d'Alone. Cette série comporte un total de 25 tomes. Officiellement, Next Dimension est déclaré comme histoire canonique, tandis que Lost Canvas est une histoire alternative.
Shiori Teshigori écrit entre mai 2011 et mars 2016 Saint Seiya: The Lost Canvas Chronicles, une histoire dérivée racontant le passé des Chevaliers d'Or.

### Saint Seiya: Omega
Saint Seiya Omega paraît sur la chaîne japonaise TV Asahi pour la première fois le 1er avril 2012,. Il s'agit d'une série créée par les studios Toei Animation, dont l'histoire se déroule plusieurs années après le Chapitre Hadès. Toei Animation considère Saint Seiya Omega comme la suite de la série animée et des OAV. Elle a pour personnage central Kôga, le nouveau chevalier de Pégase, et raconte son combat contre Mars et Pallas pour sauver Athéna.
La série comporte un total de 97 épisodes répartis en plusieurs arcs narratifs,.

### Saint Seiya: Saintia Shō
La série Saint Seiya: Saintia Shō, dessinée par Chimaki Kuori, est publiée entre juillet 2013 et juillet 2021 dans le magazine Champion Red,. Une adaptation en anime produit par Gonzo (studio) et Toei Animation est diffusée entre le 10 décembre 2018 et le 18 février 2019.

### Saint Seiya: Soul of Gold
Saint Seiya: Soul of Gold est une série d'animation de 13 épisodes centrée sur les douze Chevaliers d'Or qui débute en avril 2015 au Japon. Saint Seiya: Soul of Gold a attiré 50 millions de téléspectateurs dans le monde en septembre 2015.

### Saint Seiya: Episode Zero,OriginetDestiny
Ces chapitres servent de préquelle au manga Saint Seiya. Ils sont écrits et dessinés par Masami Kurumada et publiés dans le Champion Red à partir de décembre 2017.
Le premier arc est celui de l'histoire d'Aiolos, Chevalier d'Or du Sagittaire qui va protéger la déesse Athéna, encore bébé, des desseins du Grand Pope. Le deuxième arc qui debute en décembre 2018 s'intéresse, quant à lui, à la dualité entre Saga et Kanon, ainsi qu'au cruel destin qui les attend.

### Saint Seiya: Meiō Iden – Dark Wing
Saint Seiya: Meiō Iden – Dark Wing est un manga isekai par Kenji Saito et Shinshu Ueda, publié depuis le 19 décembre 2020 dans le magazine Champion Red. La version française est publiée par Kurokawa à partir de février 2023.

### Saint Seiya: Time Odyssey
Saint Seiya: Time Odyssey est une bande dessinée franco-belge dessinée et scénarisée par Jérome Alquie et Arnaud Dollen. Elle est publiée depuis 2022 par Kana et comportera un total de cinq tomes. La série est également publiée au Japon dans le magazine Champion Red de l'éditeur Akita Shoten.

## Jeux vidéo

### Jeux principaux
Liste de jeux spécialement conçus pour l'univers de Saint Seiya (tous les jeux sont principalement basés sur la série classique 1986) :
- 1987 : Les Chevaliers du Zodiaque : La Légende d'or (Saint Seiya: Ougon Dentsetsu) sur NES & Famicom. Développeur TOSE, éditeur Bandai. RPG.
- 1988 : Saint Seiya: Ougon Densetsu Kanketsu Hen sur Famicom. Développeur TOSE, éditeur Bandai. RPG.
- 1992 : Saint Paradise sur Game Boy. Éditeur Bandai. RPG.
- 2002 : Saint Seiya: Typing Ryûseiken sur Compatible PC, Microsoft Windows. Éditeur Bandai. Typing game.
- 2003 : Saint Seiya: Ougon Densetsu Hen Perfect Edition sur WonderSwan Color. Développeur TOSE, éditeur Bandai. RPG, remake du premier jeu sur NES.
- 2005 : Saint Seiya : Le Sanctuaire (Saint Seiya: Sanctuary Juu Ni Kyuu Hen) sur PlayStation 2. Première adaptation en vraie 3D. Jeu de combat.
- 2006 : Saint Seiya : Hadès (Saint Seiya: Meiou Hades Juunikyuu Hen) sur PlayStation 2. Seconde adaptation en vraie 3D. Jeu de combat.
- 2011 : Saint Seiya : Les Chevaliers du Zodiaque - La Bataille du Sanctuaire (Saint Seiya Senki) sur PlayStation 3[47]. Troisième adaptation en vraie 3D. Jeu de combat.
- 2012 : Saint Seiya: Omega Ultimate Cosmos sur PSP[48]. Premier et seul jeu Saint Seiya sur la première console portable de Sony. Il s'agit une nouvelle fois d'un jeu de combat, orienté sur la série animée Omega.
- 2013 : Saint Seiya: Brave Soldiers sur PlayStation 3[49].
- 2013 : Saint Seiya Online sur PC. MMORPG chinois gratuit qui offre la possibilité aux joueurs de se créer un avatar et de vivre les aventures de Seiya lors de divers donjons ou quêtes.
- 2015 : Saint Seiya: Soldiers' Soul sur PlayStation 3, PlayStation 4 et PC. Jeu de combat en 3D
- 2016 : Saint Seiya Cosmo Fantasy sur smartphones. Jeu de rôle.
- 2019 : Saint Seiya Awakening: Knights of the Zodiac sur smartphones. Jeu de rôle.
- 2020 : Saint Seiya Shining Soldiers, sur iOS et Android.
- 2022 : Saint Seiya: Legend of Justice, sur iOS et Android

### Apparitions en tant qu'invités
Liste des jeux dans lesquels les personnages du manga Saint Seiya font une apparition :
- 2006 : Jump Ultimate Stars sur Nintendo DS. Développé par Ganbarion et édité par Nintendo. Jeu de combat.
- 2014 : J-Stars Victory Vs sur PlayStation 3 et PlayStation Vita. Développé par Bandai Namco Games. Jeu de combat regroupant plusieurs héros du magazine Weekly Shōnen Jump dont Seiya[50].
- 2018 : Jump Force sur Windows, PlayStation 4, Xbox One. Développé par Spike Chunsoft. Jeu de combat regroupant plusieurs héros du magazine Weekly Shōnen Jump dont Seiya et Shiryu[51].

## Jeu de société
Un jeu de société de "deckbuilding" dédié à l'univers de Saint Seiya est sorti en septembre 2018. Produit par l'éditeur Yoka-by-Tsume, en collaboration avec Toei Animation, il couvre l'épopée des Chevaliers de Bronze à travers le Sanctuaire. En octobre 2019, une première extension couvrant le chapitre Asgard a succédé au jeu de base. Une deuxième extension couvrant l'arc Poséidon est sortie en février 2022. Une dernière extension centrée sur le chapitre Hadès est prévue pour 2024. Le 15 septembre 2023, lors d'une interview sur la chaîne YouTube "Etrigane", Maxime Babad (Co-auteur chez Yoka-by-Tsume sur l'ensemble de la gamme Saint Seiya Deckbuilding) annonce que l'extension Hades est en phase de validation auprès des ayants droit et devrait être disponible en janvier/février 2024.

## Conventions commémoratives des30 ansdeSaint Seiya
En 2016, se déroulent au Japon et à Hong Kong deux conventions commémoratives pour les 30 ans de Saint Seiya, au cours desquelles ont été vendus plusieurs produits de merchandising commémorant le manga et l’anime original de Saint Seiya.

### Ressource radiophonique
- Frédérick Sigrist, « Les Chevaliers du Zodiaque, l'Iliade du Soleil Levant ! », émission Blockbusters (durée : 54 min) [audio], France Inter, 17 juillet 2019.